# Hartman (band)
Hartman is een Nederlands muziekcollectief rondom zanger en multi-instrumentalist Paul Hartman, het alter-ego van bluesmuzikant Francesco Frentrop die ook de productie voor zijn rekening neemt. De teksten zijn doorgaans humoristisch en soms controversieel, zoals in het nummer Bind Me Vast (een schertsende ode aan BDSM).
De stijl van nummers is eclectisch en sterk afwisselend. Op het eerste album uit 2015 worden smartlappen afgewisseld met dance-tracks, rock en caribische muziek. De in 2020 uitgebrachte single Midlife Crisis is in Gipsyjazz stijl.

## Deelnemende muzikanten
Hartman werkt met een bont gezelschap van professionele muzikanten en amateurs. De volgende alfabetische lijst pretendeert niet volledig te zijn:
- Bas Bach
- Ferdie Bisselink
- Eric Bolvin
- Tamara de Bruin
- Henny Derksen
- Bas van Domburg
- Remco Engels
- Francesco Frentrop
- Alan Gascoigne
- Alan Harfield
- Paul Hartman
- Anne-Maarten van Heuvelen
- John McCormick
- Robert Nicolai
- Roxana Soare
- Alexander Stakenburg
- Gonnie vd Wiel

## Discografie

### Albums
| Album met eventuele hitnotering(en) in de Nederlandse Album Top 100 | Datum van verschijnen | Datum van binnenkomst | Hoogste positie | Aantal weken | Opmerkingen |
| ------------------------------------------------------------------- | --------------------- | --------------------- | --------------- | ------------ | ----------- |
| Zeven Kleuren                                                       | 2015                  |                       |                 |              |             |

### Singles
| Single met eventuele hitnotering(en) in de Nederlandse Top 40 | Datum van verschijnen | Datum van binnenkomst | Hoogste positie | Aantal weken | Opmerkingen |
| ------------------------------------------------------------- | --------------------- | --------------------- | --------------- | ------------ | ----------- |
| Bind Me Vast                                                  | 2015                  |                       |                 |              |             |
| Midlife Crisis                                                | 2020                  |                       |                 |              |             |